# Frank Sparing
Frank Sparing (geboren 1963) ist ein deutscher Geschichtswissenschaftler und Autor. Sein Schwerpunkt ist die Zeit des Nationalsozialismus, insbesondere die Sozial- und Medizingeschichte sowie der Porajmos.

## Leben
Sparing studierte Geschichte und Romanistik an der Heinrich-Heine-Universität Düsseldorf. Er war freier wissenschaftlicher Mitarbeiter der Mahn- und Gedenkstätte Düsseldorf und arbeitet als Projektbearbeiter des LVR-Projektes zur Aufarbeitung und Dokumentation der Geschichte der Menschen mit Behinderungen und psychischen Erkrankungen in Institutionen des Landschaftsverbandes Rheinland seit 1945 an der Heinrich-Heine-Universität Düsseldorf. Zu dieser Thematik hat er mehrere Bücher, zum Teil als Mitautor, publiziert.
Das besondere Interesse von Sparing gilt seit Beginn der 1990er Jahre der jüngeren Geschichte der europäischen Roma und vor allem der Verfolgungsgeschichte in der Zeit des Nationalsozialismus.
Im Jahr 1997 haben er und Kerstin Griese den Anstoß zur Erforschung der Medizinischen Akademie während der Zeit des Nationalsozialismus in Düsseldorf gegeben. Daraus entstanden eine Aufsatzsammlung und weitere Arbeiten. Über das mit Karola Fings verfasste Buch Rassismus, Lager, Völkermord urteilte der Kölner Stadt-Anzeiger, die Arbeit sei „die erste umfassende Untersuchung über die Zigeunerverfolgung durch die Nazis in Köln und Umgebung“. Auch Marc von Lüpke-Schwarz äußerte sich positiv über das Werk und den großen ausgewerteten Quellenfundus.

## Schriften (Auswahl)
- mit Karola Fings, Cordula Lissner: ... einziges Land, in dem Judenfrage und Zigeunerfrage gelöst: Die Verfolgung der Roma im faschistisch besetzten Jugoslawien 1941–1945. Verlag des Rom e. V., 1992, ISBN 3-9803118-1-3.
- mit Karola Fings: z. Zt. Zigeunerlager. Das Zigeunerlager am Höherweg in Düsseldorf. Ein vergessenes Zwangslager des Nationalsozialismus. Volksblatt Verlag, 1992, ISBN 3-923243-97-9.
- „Wegen Vergehen nach § 175 …“. Die Verfolgung der Düsseldorfer Homosexuellen während des Nationalsozialismus, Grupello Verlag, Düsseldorf 1997, ISBN 3-928234-63-3.
- mit Marie-Luise Heuser: Erbbiologische Selektion und 'Euthanasie' . Klartext-Verlagsges., Essen 2001, ISBN 3-89861-041-1.
- mit Karen Bayer, Wolfgang Woelk: Universitäten und Hochschulen im Nationalsozialismus und in der frühen Nachkriegszeit. Franz Steiner Verlag, Stuttgart 2004, ISBN 3-515-08175-5.
- Hilarius Gilges – Ein von der SS ermordeter Arbeiter und Kommunist. In: Peter Martin und Christine Alonzo (Hrsg.): Zwischen Charleston und Stechschritt. Schwarze im Nationalsozialismus. Dölling und Galitz Verlag, Hamburg/München 2004, S. 549–556.
- mit Karola Fings: Rassismus, Lager, Völkermord. Die nationalsozialistische Zigeunerverfolgung in Köln. Emons, Düsseldorf 2006, ISBN 3-89705-408-6.
- mit Bastian Fleermann, Hildegard Jakobs: Die Gestapo Düsseldorf 1933–1945. Geschichte einer nationalsozialistischen Sonderbehörde im Westen Deutschlands (= Kleine Schriftenreihe der Mahn- und Gedenkstätte Düsseldorf, Bd. 1), Droste-Verlag, Düsseldorf 2012, ISBN 978-3-7700-1486-6.
- mit Silke Fehlemann: Gestörte Kindheiten Lebensverhältnisse von Kindern und Jugendlichen in psychiatrischen Einrichtungen des Landschaftsverbandes Rheinland (1945–1975). Metropol, Berlin 2017, ISBN 978-3-86331-371-5.
- Zwischen Verwahrung und Therapie. Psychiatrische Unterbringung und Behandlung im Bereich des Landschaftsverbandes Rheinland von 1945 bis 1970. Metropol, Berlin 2018, ISBN 978-3-86331-759-1.